# Nubemtech
Nubemtech (Gold ist in Trunkenheit) war eine altägyptische Prinzessin der 18. Dynastie (Neues Reich). Sie trug den Titel Tochter des Königs (S3t-njswt – Sat-nisut).
Nubemtech ist von zwölf steinernen Kosmetikgefäßen bekannt, die sich heute in diversen Museen der Welt befinden. Sie stammen mit hoher Wahrscheinlichkeit aus ihrem Grab in Sakkara, das wahrscheinlich am Beginn des 19. Jahrhunderts entdeckt wurde. Sie erscheint auch auf einer Stele, die stilistisch unter König (Pharao) Amenophis III. gesetzt werden kann. Nubemtech war demnach eine Tochter dieses Herrschers oder seines Vorgängers Thutmosis IV.